# 한수의 여행
한수의 여행은 한국의 독립운동가 서재필이 쓴 소설로, 1922년 출간되었다. 그러나 영화화에 실패하고 묻혀졌다가 1978년부터 종증손 변호사 서동성, 종손자 법학자 서희원 등의 주도로 재출간되었다. 책의 한글 번역은 종증손 서동성이 맡았다.

## 개요
1922년 대한민국의 독립운동가 겸 정치인, 미국의 해부학자 서재필이 미국 펜실베이니아주 필라델피아에서 출간한 자전적 소설로, 7촌 아저씨 서광하의 양자로 간 자신의 회고담을 추가한 반(半) 실화적 가공 소설이었다. 생전에 영화화 하려 하였으나 미국 내에서 일제 측의 방해로 영화화에는 실패하였다.
서재필 생전인 1922년부터 간행하였으나 일제의 방해로 알려지지도 못하고 묻혀졌다. 이후 둘째 딸 뮤리엘 제이슨이 판본을 보존하여 오다가, 1978년부터 종손자 서희원, 종증손자 서동성에 의해 출판사업이 진행되었다. 1980년 2월 종증손자인 미국의 변호사 서동성에 의해 현대 한글로 번역, 출간되었다. 1982년 서희원에 의해 영어 원문으로도 도서출판 보신재에서 출간되었다.

## 줄거리
총 13장으로 구성되었다. 평안도 죽포에서 어느 부농의 외아들로 태어난 한수는 한양으로 유학길에 올랐다. 그러나 정거장에서 중도에 일본인과 시비가 붙어 유학은 실패하고 투옥당했다. 그뒤 풀려나 러시아로 망명, 제1차 세계 대전에 참전했다가 일시 귀국하여 3.1 운동에 가담하여 조선총독부의 수배를 받기도 했다. 그러나 일제의 수배령을 피해 상하이로 망명하였다가, 다시 상하이에서 자유의 땅 미국으로 피신한다는 것이 소설의 전개이다.

## 기타
서재필의 형인 서재춘(徐載春)의 증손자인 서동성은 서재필의 둘째 딸 뮤리얼로부터 이 작품을 한글로 번역 해줄 것을 부탁받고, '대손 (代孫)으로써 번역을 해야 되겠다는 일종의 사명감에서 정성을 다하여 번역을 했다'고 밝힌다.

## 대중매체
- 2023년  - 《한수의 고민》(영화) 유튜브 링크

## 같이 보기
- 소설
- 팩션 소설
- 서재필
- 서재창
- 서동성
- 서희원